# Modène
Modène – miejscowość i gmina we Francji, w regionie Prowansja-Alpy-Lazurowe Wybrzeże, w departamencie Vaucluse.
Według danych na rok 1990 gminę zamieszkiwały 252 osoby, a gęstość zaludnienia wynosiła 53 osoby/km² (wśród 963 gmin regionu Prowansja-Alpy-W. Lazurowe Modène plasuje się na 588. miejscu pod względem liczby ludności, natomiast pod względem powierzchni na miejscu 803.).